# ジョン・モリーナ・ジュニア
ジョン・モリーナ・ジュニア（John Molina Jr.、1982年12月2日 - ）は、アメリカ合衆国の男性プロボクサー。カリフォルニア州コビーナ出身。

## 来歴
2006年3月31日、モリーナ・ジュニアはプロデビューを果たし2回1分35秒KO勝ちを収め白星でデビューを飾った。
その後は無敗をキープするが、2009年11月28日、NABF並びにNABO北米ライト級王座決定戦をマーティン・ホノリオと対戦し12回0-3(2者が92-98、91-99)の判定負けでキャリア初黒星が付き王座獲得に失敗した。
2010年7月9日、ロードアイランド州でNABO北米ライト級王者のヘンリー・ランディーと対戦し11回2分18秒逆転TKO勝ちで王座獲得に成功した。
2011年5月28日、アリゾナ州でWBC全米ライト級王座決定戦をロベルト・フランケルと行い3回1分45秒TKO勝ちで王座獲得に成功した。
2012年9月8日、オークランドのオラクル・アリーナでWBC世界ライト級王者アントニオ・デマルコと対戦。打ち合いに持ち込もうとしたがデマルコの左フックをもらい失速。最後は連打の雨を浴びてレフェリーがストップ。ライト級世界タイトルマッチ最短KOとなる初回44秒KO負けで王座獲得に失敗した。
2013年1月11日、ダニー・ウィリアムスとNABO北米ライト級王座決定戦を行い4回2分16秒KO勝ちで王座獲得に成功した。
2013年6月7日、アンドレイ・クリモブと対戦し10回0-2（93-97、94-96、95-95）の判定負け。
2013年7月19日、ハードロック・ホテル・アンド・カジノでミッキー・ベイと対戦し、10回2分1秒TKO勝ちを収めた。
2014年4月26日、スタブハブ・センター・テニスコートでキース・サーマンVSフリオ・ディアスの前座で元WBC世界スーパーライト級暫定王者ルーカス・マティセーとWBCアメリカ大陸スーパーライト級王座決定戦を行う。試合前は圧倒的不利の予想が占めていたが、2回にマティセーから先制ダウンを奪い、5回にもダウンを追加し左目を有効撃でカットするなど番狂わせを期待させたが、そこから挽回され8回にダウンを奪われると、10回にもダウンを追加されて最後は連打を浴びてレフェリーがストップ。11回22秒KO負けで王座獲得に失敗した。
2014年9月13日、MGMグランド・ガーデン・アリーナでフロイド・メイウェザー・ジュニアVSマルコス・マイダナ第2戦の前座でウンベルト・ソトと対戦。試合は、ラウンド終了のゴング後にパンチを出し合う場面が何度もあり、加えてローブローが両者に多発、ローブローの減点が両者合わせて4度となる非常に荒れたものとなった。 4回モリナのローブローでソトが悶絶してダウンし減点はなかったがソトに休憩が与えられる。6回ローブローでモリナに減点1。7回再びローブローでモリナに減点1。8回今度はソトのローブローでモリナがダウンしてモリナに休憩が与えられる。9回ソトのローブローがありモリナは体を屈折させ苦悶の表情でアピールをするがレフェリーはローブローとは認めずそのまま試合を続行させる。10回に再びローブローでソトに減点1。試合結果は10回0-3の判定で敗北を喫した。
2015年3月7日、MGMグランド・ガーデン・アリーナにてロバート・ゲレーロ対キース・サーマンの前座でエイドリアン・ブローナーと対戦するが、0-3（109-120が2者、110-120）の判定負けを喫した。さらにモリナは試合後の薬物検査で、禁止薬物であるフロセミド（利尿薬）の陽性反応が検出された。同年8月にネバダ州コミッションの公聴会で「見に覚えが無いが、摂取したサプリメントにフロセミドが含まれていたのかもしれない」と弁明、この試合で受け取ったファイトマネー45万ドルの20%にあたる9万ドルの罰金と出場停止処分7ヶ月が科せられた。
2016年6月11日、ニューヨーク州ヴェローナのターニング・ストーン・リゾート&カジノで元WBO世界スーパーライト級王者のルスラン・プロボドニコフとWBOインターナショナルスーパーライト級王座決定戦を行い、12回3-0（116-112、117-111、115-113）の判定勝ちを収め王座獲得に成功した。
2016年12月10日、ネブラスカ州オマハのセンチュリーリンク・センター・オマハでWBC・WBO世界スーパーライト級統一王者のテレンス・クロフォードと対戦し、王座獲得を目指す予定だったが、前日計量でモリーナにスーパーライト級の規定体重である140ポンド（63.50kg）を3.4ポンド（1.54kg）の体重超過があり失格となった為、133.9ポンド（63.45kg）を計測し前日計量をクリアしたクロフォードが勝てば王座防衛となるがモリーナが勝っても王座獲得とはならない条件で試合は行われ、8回2分32秒TKO負けを喫した。

## 獲得タイトル
- NABO北米ライト級王座
- WBC全米ライト級王座
- WBOインターナショナルスーパーライト級王座